# Lecane tenuiseta
Lecane tenuiseta är en hjuldjursart som beskrevs av Harry K. Harring 1914. Lecane tenuiseta ingår i släktet Lecane och familjen Lecanidae. Arten är reproducerande i Sverige. Inga underarter finns listade i Catalogue of Life.